# Wschodnioturecki Związek Bojowy Waffen-SS
Wschodnioturecki Związek Bojowy SS (niem. Osttürkische Waffen-Verband der SS) – ochotniczy związek taktyczny Waffen-SS złożony z mieszkańców Azji Środkowej, Kaukazu i Krymu pochodzenia muzułmańskiego podczas II wojny światowej.

## Geneza
W listopadzie 1943 r. były oficer Wehrmachtu mjr Andreas Meyer-Mader podczas spotkania z Reichsführerem SS Heinrichem Himmlerem zaproponował sformowanie w ramach Waffen-SS jednostki złożonej z przedstawicieli muzułmańskich ludów wschodniotureckich. H. Himmler zgodził się i nadał A. Meyer-Maderowi stopień SS-Obersturmbannführera. 14 grudnia w Berlinie doszło z kolei do rozmowy z Adolfem Hitlerem i wielkiego muftiego Jerozolimy Mohammada Amina al-Husajniego. Zaaprobował on pomysł stworzenia turecko-muzułmańskich formacji w strukturach Waffen-SS i objął nad nimi "duchowe przywództwo".

## Dzieje jednostki
W styczniu 1944 r. został sformowany w obozie szkoleniowym w Trawnikach na obszarze Generalnego Gubernatorstwa 1 Wschodniomuzułmański Pułk SS (1.Ostmuslemanische SS-Regiment). Miał on być rozbudowany do wielkości dywizji pod nazwą Muselmanischen SS-Division "Neu-Turkistan", ale nigdy do tego nie doszło. Na jego czele stanął SS-Obersturmbannführer A. Meyer-Mader. Powstał na bazie rozwiązanych oddziałów z Wehrmachtu, jak 450, 480 i I/94 Bataliony Turkiestańskie. Rekrutował się także spośród jeńców wojennych z Armii Czerwonej i robotników przymusowych pracujących w Niemczech. Byli to Turkmeni, Azerowie, Kirgizi, Uzbecy i Tadżycy. Nosili oni mundury Waffen-SS z opaską na ramieniu "Osttürkische Waffen-Verband der SS". Stan liczebny osiągnął ok. 3 tys. ludzi.
Dalsze szkolenie wojskowe od lutego jednostka przechodziła w okupowanej Białorusi. Wśród jej żołnierzy panowało jednak niskie morale i słaba dyscyplina, które jeszcze bardziej pogorszyły się po śmierci 28 marca lubianego dowódcy w zasadzce partyzanckiej koło Mińska. Atmosferę popsuła też egzekucja 78 żołnierzy za niesubordynację, zarządzona przez nowego dowódcę SS-Hauptsturmführera Heinza Billinga. Wiadomość o tym fakcie dotarła do H. Himmlera, który 5 kwietnia zdymisjonował winowajcę. Kolejnym dowódcą 27 kwietnia został SS-Hauptsturmführer Emil Herrmann.
W lipcu jednostkę w liczbie ok. 4 tys. ludzi przetransportowano z powrotem do Generalnego Gubernatorstwa. W sierpniu i wrześniu pod dowództwem SS-Sturmbannführera der Reserve Franza Libermanna, a następnie SS-Hauptsturmführera Reinera Olzschy brutalnie pacyfikowała Warszawę podczas powstania warszawskiego. Działała wówczas w składzie Brygady Szturmowej SS "Dirlewanger" SS-Oberführera Oskara Dirlewangera.
Jesienią przerzucono ją na Słowację. 1 października rozkazem H. Himmlera nowym dowódcą jednostki mianowano SS-Standartenführera Haruna al-Raszida beja, a właściwie Wilhelma Hintersatza, konwertytę na islam. Jednakże też ta decyzja nie podbudowała wartości bojowej pułku, a wręcz przeciwnie, pod jego dowództwem dyscyplina spadła do najniższego poziomu. W Wigilię Świąt Bożego Narodzenia wybuchł bunt; 450 żołnierzy z I batalionu pod kierownictwem Waffen-Obersturmführera SS Gulama Alimowa i Waffen-Untersturmführera SS Asatpalwana zabiło kilku podoficerów i zbiegło do lasu do partyzantów; 300 z nich później powróciło. W odpowiedzi H. Himmler pozbawił dowództwa jednostki nieudolnego SS-Standartenführera Haruna al-Raszida Beja i na jego miejsce na pocz. stycznia 1945 r. mianował SS-Hauptsturmführera Josefa Fürsta, który stał na czele jednostki do końca wojny. Została także zmieniona jej struktura organizacyjna, po czym otrzymała ona nazwę Osttürkische Waffen-Verband der SS, a kontyngent azerski odesłano do nowo formowanego Kaukasiche Waffen-Verband der SS. Z kolei do lutego w skład jednostki weszli żołnierze SS-Waffengruppe "Krim" z rozwiązanej w grudniu 1944 r. 1 Tatarskiej Brygady Górskiej SS.
Pod koniec wojny formacja przebywała w Austrii, szkoląc się i jednocześnie działając przeciwko komunistycznej partyzantce na pograniczu słoweńsko-włoskim. Na koniec kwietnia przeszła do włoskiej Lombardii, gdzie zastał ją koniec wojny. Liczyła wówczas ok. 8,5 tys. ludzi.

## Dowódcy
- SS-Obersturmbannführer Andreas Meyer-Mader
- SS-Hauptsturmführer Heinz Billing
- SS-Hauptsturmführer Emil Herrmann
- SS-Sturmbannführer der Reserve Franz Libermann
- SS-Hauptsturmführer Reiner Olzscha
- SS-Standartenführer Harun al-Raszid Bej (Wilhelm Hintersatz)
- SS-Hauptsturmführer Josef Fürst

## Struktura organizacyjna
- Waffen-Gruppe "Turkistan" – d-ca Waffen-Obersturmführer der SS Gulam Alimow
- Waffen-Gruppe "Idel-Ural" – d-ca SS-Obersturmbannführer Oskar von Seckendorf
- Waffen-Gruppe "Aserbaijan" – d-ca Waffen-Obersturmführer der SS Alekberli
- Waffen-Gruppe "Krim" – d-ca Waffen-Hauptsturmführer der SS Abdullah Karabasz

W każdej Grupie Bojowej były dwa bataliony, a te składały się z pięciu kompanii.